# 阿尔及利亚人
阿尔及利亚人是北非国家阿尔及利亚的公民。 该国柏柏尔人约占 99%, 欧洲人不到1%(包括少數土耳其人)。 常用语言有阿拉伯语、法语和柏柏尔语。
几乎所有的阿尔及利亚人都起源自柏柏尔人，而不是阿拉伯人; 少数认为自己是柏柏尔人的族群主要生活在阿尔及尔东部的Kabylie山区; 柏柏尔人也是穆斯林，但是他们认为他们比阿拉伯人的文化更悠久; 柏柏尔人长期以来时而激烈，时而极端的要求自治; 政府不大可能同意自治，但是已经提议开始在学校中教柏柏尔语。

## 著名人物
- 阿卜杜·卡迪尔
- 齐内丁·齐达内
- 卡里姆·本泽马
- 利雅德·马赫雷斯

## 外部連結
- Amazigh/Berber Culture
- Culture Amazighe (Berbère) （页面存档备份，存于）
- The New Mass Media and the Shaping of Amazigh Identity （页面存档备份，存于）.
- Number Systems and Calendars of the Berber Populations of Grand Canary and Tenerife （页面存档备份，存于）.
- Flags of the World -- Berbers/Imazighen.
- Imedyazen cultural association (in Berber) （页面存档备份，存于）.
- The Genographic Project: Maps ancient human movements via genetic markers （页面存档备份，存于）
- World Haplogroups Maps